# Still Be Love in the World
Still Be Love in the World è un EP del cantante britannico Sting, pubblicato nel marzo del 2001 esclusivamente per la vendita nei Target Stores e per un tempo limitato. Contiene tracce registrate dal vivo e alcuni remix di brani estratti dall'album Brand New Day.

## Tracce
Tutte le canzoni sono state composte da Sting, ad eccezione di A Thousand Years che è stata scritta da Sting assieme a Kipper.
1. After the Rain Has Fallen (Live) – 4:40
2. A Thousand Years (Nitin Sawhney Mix) – 5:21
3. Perfect Love Gone Wrong (Live) – 6:18
4. Every Breath You Take (Live) – 4:23
5. Fragile (Live) – 4:03
6. Brand New Day (Cornelius Mix) – 5:23
7. Desert Rose (Melodic Club Mix Radio Edit) – 4:44

Le tracce dal vivo sono state registrate il 29 ottobre 1999 all'Universal Amphitheatre di Los Angeles (California).